# Gretchen Felker-Martin
Gretchen Felker-Martin (Massachusetts, 30 de mayo de 1989) es una autora de terror y crítica de cine y televisión estadounidense. Es más conocida hasta la fecha por su novela Manhunt (2022).

## Vida y carrera
Gretchen Felker-Martin creció en la zona rural de New Hampshire. Se mudó a Worcester, Massachusetts, en 2007. Ha publicado críticas de cine y televisión en medios como Polygon y Time, y autopublicó varias novelas de terror a partir de 2016.
La novela de terror y ciencia ficción de Felker-Martin, Manhunt, se publicó el 22 de febrero de 2022 en Estados Unidos por Tor Nightfire. Manhunt apareció en las listas de los mejores del año en varias publicaciones, incluido el puesto número 1 en la lista de Vulture de "Los mejores libros de 2022". Roxane Gay la seleccionó como una de las "25 obras más influyentes de la literatura queer de posguerra", escribiendo: "Este es el tipo de libro que los escritores queer han estado desesperados por escribir desde siempre y rara vez se les da la oportunidad de hacerlo". Los Angeles Review of Books escribió: "La novela de terror de Felker-Martin entrelaza astutamente el determinismo trans, la guerra y el trauma en un esfuerzo por localizar la alegría, la empatía y el placer en un mundo en llamas". En octubre de 2024, Lilly Wachowski anunció que está adaptando Manhunt en una serie de televisión con Felker-Martin.
Su novela Cuckoo se publicó el 11 de junio de 2024. En su primera semana entró en la lista de los más vendidos de USA Today,  y fue elegido como uno de los "Mejores libros de terror de 2024 (hasta ahora)" por Vulture. Publishers Weekly escribió: "Exponiendo al descubierto el dolor, el terror y la ternura que hace que todo importe, este es el horror en su máxima expresión".
También en junio de 2024 escribió una historia corta en el número 41 de Harley Quinn.
Felker-Martin es transgénero.

### Novelas
- Manhunt (2022, Tor Nightfire)
- Cuckoo (2024, Tor Nightfire)

### Novellas
- No End Will be Found (2017)
- Ego Homini Lupus (2019)
- Dreadnought (2020)

### Historias cortas
- Sardines (2024), publicado en Bury Your Gays, por Sofia Ajram, ed.